# Serenata para cuerdas (Chaikovski)

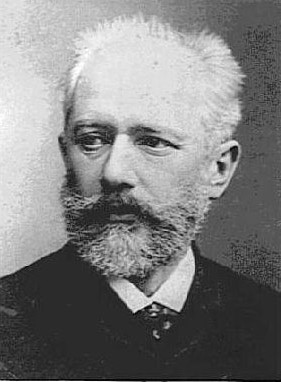
Pyotr Ilyich Tchaikovsky, 1875.

La Serenata para cuerdas en do mayor, Op. 48, de Chaikovski fue compuesta en 1880.

## Forma
La Serenata para cuerdas tiene 4 movimientos:
1. Pezzo in forma di sonatina: Andante non troppo — Allegro moderato
2. Valse: Moderato — Tempo di valse
3. Élégie: Larghetto elegiaco
4. Finale (Tema russo): Andante — Allegro con spirito

Chaikovski tenía la intención de que el primer movimiento fuera una imitación del estilo de Mozart, y estaba basada en la forma de la sonatina clásica, con una introducción lenta. La agitada introducción Andante de 36 compases lleva la indicación "sempre marcatissimo" y llena de dobles cuerdas en los violines y violas, formando imponentes estructuras acordales. Esta introducción es reiterada al final del movimiento, y luego vuelve a aparecer, transformado, en la coda del cuarto movimiento, enlazando la totalidad de la obra en conjunto.
En la segunda página de la partitura de Tchaikovsky escribió, "Cuantos más músicos en la orquesta de cuerda, más estará en conformidad con los deseos del autor."
El segundo movimiento, el Vals, se ha convertido en una pieza popular en su propio derecho.

## Estrenos
La Serenata se estrenó en un concierto privado en el Conservatorio de Moscú el 3 de diciembre de 1880. Su primera interpretación en público fue en San Petersburgo el 30 de octubre de 1881 con la dirección de Eduard Napravnik.